# Paulo de Frontin

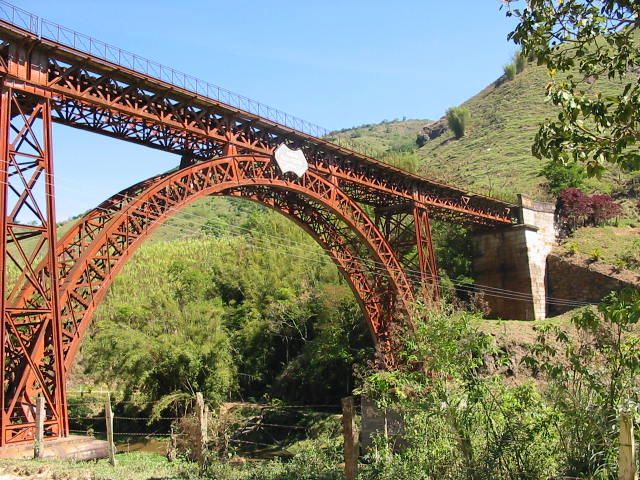
Viaduto ferroviário construído por Paulo de Frontin, que leva seu nome. Localiza-se em Miguel Pereira, no estado do Rio de Janeiro.

André Gustavo Paulo de Frontin (Petrópolis, 17 de setembro de 1860 — Rio de Janeiro, 15 de fevereiro de 1933), foi um político e engenheiro brasileiro de origem francesa. Recebeu o título nobiliárquico de Conde de Frontin pela Santa Sé.

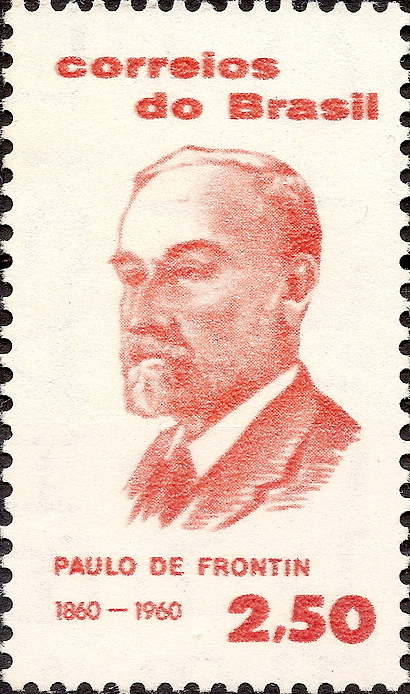

Foi senador, prefeito do então Distrito Federal e deputado federal. Ganhou notoriedade ao multiplicar, juntamente com o também engenheiro Raimundo Teixeira Belfort Roxo, o abastecimento de água na cidade do Rio de Janeiro num prazo recorde de uma semana, num empreendimento que ficou conhecido como Episódio da água em seis dias. Ainda como engenheiro, teve notável participação durante o governo municipal de Pereira Passos que realizou a política do bota abaixo, que modificou o cenário carioca. Nessa mesma época chefiou a construção da Avenida Central. Como prefeito (de fevereiro a julho de 1919) realizou obras importantes, como o alargamento da Avenida Atlântica, em Copacabana, e a construção das avenidas Niemeyer e Delfim Moreira, ambas na zona sul da então capital do Brasil.
Batizados em sua homenagem, há uma avenida na zona norte do Rio de Janeiro, assim como um município no interior do mesmo estado, nomeado Engenheiro Paulo de Frontin, anteriormente denominado "Rodeio"; e o município de Paulo Frontin, no Paraná. Também há uma série de ruas por todo o Brasil que levam o seu nome, além de uma avenida no bairro paulistano do Tatuapé, que tem o nome de Avenida Conde de Frontin.
É conhecido como o patrono da engenharia nacional.
Era casado com D. Maria Leocádia Dodsworth de Frontin, condessa de Frontin. Sua esposa era filha do 2.º barão de Javari, sobrinha da baronesa de Tefé, tia de Henrique Dodsworth e prima-irmã de Nair de Tefé.
Foi o fundador e primeiro presidente do Derby Club do Rio de Janeiro.